# Juegos Olímpicos de Brisbane 2032
Los Juegos Olímpicos de Brisbane 2032, oficialmente conocidos como los Juegos de la XXXV Olimpiada, será un evento multideportivo internacional, que tendrá lugar en Brisbane, Australia. La candidatura ganadora fue seleccionada y anunciada por el Comité Olímpico Internacional el 21 de julio de 2021, en la víspera de los Juegos Olímpicos de Verano de 2020 debido a cambios en las reglas de licitación. Brisbane se anunció por primera vez como oferta preferente el 24 de febrero de 2021, y obtuvo la aprobación formal de la Junta Ejecutiva del COI el 10 de julio de 2021. Brisbane se ha convertido en la primera ciudad anfitriona en ganar unos Juegos Olímpicos bajo los nuevos procedimientos de licitación y la primera en ganar sin oposición desde los Juegos Olímpicos de Los Ángeles 1984.

## Proceso de licitación
El nuevo proceso de licitación del COI fue aprobado en la 134.ª Sesión del COI el 24 de junio de 2019 en Lausana, Suiza. Las propuestas clave, impulsadas por las recomendaciones pertinentes de la Agenda Olímpica 2020, son:
- Establecer un diálogo permanente y continuo para explorar y crear interés entre ciudades / regiones / países y Comités Olímpicos Nacionales para cualquier evento olímpico.
- Crear dos futuras comisiones anfitrionas (Juegos de verano e invierno) para supervisar el interés en futuros eventos olímpicos e informar a la junta ejecutiva del COI.
- Dar más influencia a la sesión del COI haciendo que miembros no ejecutivos de la junta formen parte de las futuras comisiones anfitrionas.

El COI también modificó la Carta Olímpica para aumentar su flexibilidad al eliminar la fecha de elección de 7 años antes de los juegos y cambiar la sede como ciudad de una sola ciudad / región / país a múltiples ciudades, regiones o países.
El cambio en el proceso de licitación fue criticado por los miembros de la oferta alemana como «incomprensible» y difícil de superar «en términos de falta de transparencia».

### Comisiones para futuros anfitriones de verano
La composición completa de las Comisiones de Verano, supervisar a los anfitriones interesados o con anfitriones potenciales donde el COI puede querer generar interés, es la siguiente:
| Miembros COI (6) | Otros Miembros (4)                                                                                   |
| --- | --- |
| - Kristin Kloster Aasen (Presidenta) - Dick Pound - Li Lingwei - Mikee Cojuangco-Jaworski - Luis Mejía Oviedo - Filomena Fortes | - Sarah Walker (Atletas) - Francesco Ricci Bitti (ASOIF) - Paul Tergat (CONs) - Andrew Parsons (IPC) |

### Etapas de diálogo
De acuerdo con los términos de la Comisión de futuro anfitrión de acuerdo con las reglas de conducta, el nuevo sistema de licitación COI se divide en 2 etapas de diálogo:
- Diálogo continuo: discusiones sin compromiso entre el COI y las partes interesadas (ciudad / región / país / CON interesados en acoger) sobre la acogida de futuros eventos olímpicos.
- Diálogo específico: debates específicos con una o más partes interesadas (denominados anfitriones preferidos), según las instrucciones de la Junta Ejecutiva del COI. Esto sigue una recomendación de la Comisión de Futuros Anfitriones como resultado del Diálogo Continuo.

## Anfitrión esperado
El anfitrión esperado y preferido, que participó en un diálogo específico con el COI y la Comisión del Futuro Anfitrión:

### Oceanía
| Tras el éxito de los Juegos de la Mancomunidad de 2018 en la Gold Coast, Queensland, el presidente del Comité Olímpico Australiano (AOC) John Coates, dijo que apoyaba firmemente una candidatura de Queensland para los Juegos Olímpicos y Paralímpicos de Verano de 2032. Tras la especulación, el Consejo de Alcaldes del Sureste de Queensland también encargó un estudio de viabilidad y el resultado se entregará a finales de 2018. Un estudio de viabilidad de 2019 encargado por el Consejo de Alcaldes del Sudeste de Queensland en 2016, llevado a cabo por la empresa francesa Lagardère en el sudeste de Queensland, sobre la viabilidad de actuar como sede de los Juegos Olímpicos de 2032 concluyó que la región era capaz de albergar el evento, y que las mejoras en la infraestructura y el transporte ya necesarias proporcionarían un retorno financiero. El informe de factibilidad señala que el 80 por ciento de los lugares necesarios para tal licitación ya existen en el sureste, y se prevé que otros se construirán antes de 2032 de acuerdo con las necesidades de la comunidad. El documento sugiere que Brisbane sería la sede de 21 sedes olímpicas, Gold Coast y Sunshine Coast albergarían 5 sedes y las 7 sedes restantes se alojarían dentro de la región SEQ. Alcaldes de SEQ, incluido el entonces alcalde de Brisbane, Graham Quirk, pusieron énfasis en la necesidad de hacer que los juegos sean rentables mediante la reutilización de las instalaciones existentes y el uso del evento como un catalizador para la mejora de las infraestructuras y la creación de empleo. Un estudio de viabilidad que se publicó en febrero pronosticó que se necesitarían $ 900 millones de fondos estatales y federales para ayudar a albergar los Juegos Olímpicos y Paralímpicos de 2032. El 1 de julio de 2019, el primer ministro Scott Morrison, anunció que el gobierno federal apoyaría oficialmente la candidatura olímpica de Queensland, afirmando que el gobierno «estará allí en cada paso del camino». El 13 de julio de 2019, el primer ministro ofreció $ 10 millones, además de nominar al diputado federal de Queensland LNP, Ted O'Brien, para ayudar con la oferta en nombre de la Commonwealth. La premier de Queensland, Annastacia Palaszczuk, anunció el 9 de diciembre de 2019 que el estado presentará una oferta oficial y regional para los Juegos Olímpicos de 2032 con fechas propuestas del 23 de julio al 8 de agosto. El 24 de febrero de 2021, el COI eligió a Brisbane como ciudad candidata preferida para albergar los Juegos Olímpicos de 2032. El 10 de junio de 2021, se informó que Brisbane recibió los derechos para albergar los Juegos Olímpicos el 21 de julio de 2021. Asimismo, se convirtió en la primera ciudad anfitriona en ganar la licitación sin oposición desde los Juegos de Los Ángeles de 1984. |  |  |  |  |  |
| |  |  |  |  |  |

## Partes interesadas que no avanzaron a la aprobación de la junta del COI
Las siguientes son partes interesadas en licitar para los Juegos Olímpicos de Verano de 2032 que no obtuvieron la aprobación de la junta del COI, una de las cuales participó en un diálogo específico con el COI y la Comisión del Futuro Anfitrión:

### Asia
- Ahmedabad, India

Durante una reunión con el presidente del COI, Thomas Bach, el presidente de la Asociación Olímpica de la India, Narinder Batra, expresó el interés de la India en albergar los Juegos Olímpicos de Verano de 2032. En respuesta, Bach dijo que India puede albergar el evento, pero recomendó esperar hasta que comience el procedimiento de licitación. Rajeev Mehta, secretario general de la IOA, dijo que se tomaban muy en serio la candidatura para los Juegos Olímpicos de verano de 2032 y que ya habían presentado una carta expresando su interés por albergar los Juegos al COI. El 30 de diciembre de 2019, el secretario de la Asociación Olímpica de la India, Rajeev Mehta, dijo que la IOA había ratificado la decisión durante su Reunión General Anual de presentar una candidatura para el evento y que requiere el apoyo del Gobierno de la India. India también acogerá la 140.ª reunión del COI en 2023 en Mumbai. En febrero de 2020, el miembro del COI, John Coates, declaró que India había abandonado su candidatura para albergar los Juegos Olímpicos y Paralímpicos de 2032 y se concentraría en postularse para los Juegos Olímpicos de la Juventud de Verano de 2026. Batra negó las afirmaciones de Coates y declaró que fue citado incorrectamente y que todavía están buscando pujar por los Juegos de 2032. En mayo de 2020, Batra dijo en un comunicado que el país intensificará sus esfuerzos para participar en los Juegos Olímpicos de Verano de 2032 una vez que la pandemia de COVID-19 se alivie. Actualmente se está construyendo un complejo deportivo de 230 acres en Ahmedabad llamado Sardar Vallabhbhai Patel Sports Enclave que, posiblemente, podría albergar los Juegos Olímpicos. El coste del complejo es de $ 630 millones.
- Yakarta, Indonesia

El 1 de septiembre de 2018, el presidente de Indonesia, Joko Widodo, anunció en una reunión en Bogor con los presidentes del COI y el Consejo Olímpico de Asia que Indonesia presentará una candidatura para albergar los Juegos Olímpicos de 2032 tras el gran éxito de los Juegos Asiáticos de 2018. El 19 de febrero de 2019, Indonesia hizo oficial la candidatura a los Juegos Olímpicos de 2032, ya que las cartas del presidente Joko Widodo y del Comité Olímpico de Indonesia se entregaron al COI en Lausana. En noviembre de 2020, el presidente Joko Widodo dio instrucciones a los miembros de su gabinete de preparar una hoja de ruta para la candidatura del país a albergar los Juegos Olímpicos y Paralímpicos de Verano de 2032. Esta decisión tenía como objetivo demostrar la seriedad y el compromiso del gobierno de Indonesia de llevar los Juegos Olímpicos de verano al sudeste asiático por primera vez, por lo que Indonesia está lista para competir con otros países en el proceso de licitación.
- Doha, Catar

Catar había anunciado que Doha presentaría una oferta para los Juegos de 2032. Serían los primeros Juegos Olímpicos del Mundo árabe. Catar ha sido sede de varios eventos, incluidos la Copa Asiática 1988, Juegos Asiáticos 2006, Copa Asiática 2011, Mundial de Balonmano Masculino 2015, Mundial de Gimnasia Artística 2018 y el Mundial de Atletismo 2019. El país también fue sede de la Copa del Mundo 2022, del Campeonato Mundial de Natación 2023, del Campeonato Mundial de Judo 2023 y será sede de los Juegos Asiáticos de 2030.

### Europa
- Rin-Ruhr, Alemania (eventos de vela podrían organizarse en Kiel)

El estado alemán de Renania del Norte-Westfalia reveló un plan para albergar los Juegos de 2032 en 13 ciudades. Las ciudades enumeradas fueron Düsseldorf, Dortmund, Cologne, Bonn, Aachen, Duisburg, Essen, Gelsenkirchen, Krefeld, Leverkusen, Mönchengladbach, Oberhausen y Recklinghausen. Más del 90 por ciento de las sedes requeridas ya están disponibles, incluidos 16 estadios con una capacidad de más de 30 000 asientos y también 24 grandes pabellones deportivos. Esta es también la primera vez que una oferta incluye un número tan grande de ciudades. Tres de estas ciudades fueron sede de las sedes de la Copa Mundial de Fútbol de 2006. Los eventos de vela podrían organizarse en Kiel , que ganó un referéndum sobre la candidatura de 2024 al mismo tiempo que Hamburgo perdió por poco. Los estadios de atletismo adecuados se encuentran en Berlín y Múnich con sus antiguos estadios olímpicos, sin embargo, ha habido desafíos para encontrar un lugar para eventos de pista y campo en las ciudades candidatas. También ha habido sugerencias de expansiones temporales del estadio para hasta 50 000 espectadores, que serían desmanteladas después de los juegos o disminuidas en capacidad para uso doméstico. La única opción posible es la ampliación del Estadio Rhein Energie , el estadio del FC Colonia , de 49.996 a 73 000 asientos, lo que le da capacidad suficiente para la competición de atletismo. Se podría lograr con una plataforma de cubierta temporal para el caballete inferior para hasta 40 000 personas, similar a la expansión de asientos en Hampden Park para los Juegos de la Commonwealth 2014 en Glasgow. Independiente del lugar de atletismo elegido, el lugar probable para las ceremonias sigue siendo el estadio de fútbol Signal Iduna Park en Dortmund con 66 000 asientos.
- Madrid, España

El 17 de junio de 2019, el entonces alcalde de Madrid recién electo, José Luis Martínez-Almeida, anunció que explorarían una candidatura para los juegos de 2032. Marcaría el 40 aniversario de los Juegos Olímpicos de Verano de 1992 celebrados en Barcelona y el 50 aniversario de la Copa Mundial de la FIFA de 1982. También sería el primer evento deportivo real en el que tanto Madrid como Barcelona fueran sedes y, políticamente, coincidiría con el 220 aniversario de la aprobación de la primera constitución. Madrid no tiene sedes para deportes acuáticos ni velódromo, ni un gran estadio de atletismo permanente. El centro acuático de las licitaciones de 2012, 2016 y 2020 ha experimentado mejoras. Es posible que los eventos acuáticos se realicen fuera de Madrid. Las competiciones atléticas podrían celebrarse en el Estadio Metropolitano de Madrid. Su plataforma de pista y campo y 40 000 asientos obvia la necesidad de utilizar los estadios olímpicos de Sevilla y Barcelona.

## Sedes
La candidatura de Brisbane contempla la celebración de los eventos en tres zonas cercanas de la ciudad, además de contar con escenarios para la práctica de fútbol en Toowoomba, Townsville, Sídney y Melbourne.

### Ciudad de Brisbane
| Sede                                    | Capacidad | Eventos | Estado                    | Zona           |
| --------------------------------------- | --- | --- | ------------------------- | -------------- |
| The Gabba                               | 50 000 | Atletismo Ceremonias | Existente (modernización) | Brisbane River |
| Brisbane Convention & Exhibition Centre | 6000 (Salón 1) 6500 (Salón 2) 6000 (Salón 4) | Bádminton Esgrima Taekwondo Tenis de mesa                                                                                      | Existente                 | Brisbane River |
| South Bank Piazza                       | 4500 | Baloncesto 3x3 | Existente                 | Brisbane River |
| South Bank Parklands                    | 4000 | Tiro con arco | Existente                 | Brisbane River |
| Brisbane Live Arena                     | 15 000 a 18 000 | Natación y Waterpolo | Planificada               | Brisbane River |
| Lang Park                               | 52 000 | Fútbol (finales) y Rugby 7 | Existente                 | Brisbane River |
| Brisbane Showgrounds                    | 15 000 | Equitación | Existente                 | Herston        |
| Victoria Park                           | 25 000 | Ciclismo (BMX) Equitación (Cross Country)                                                                                      | Instalación temporal      | Herston        |
| Estadio Ballymore                       | 10 000 (Campo 1) 5 000 (Campo 2) | Hockey sobre hierba | Existente                 | Herston        |
| Brisbane Indoor Sports Centre           | 12 000 | Baloncesto | Planificada               | Herston        |
| Sleeman Centre                          | 10 000 (Chandler Indoor Sports Centre) 5000 (Anna Meares Velodrome) 4300 (Brisbane Aquatics Centre) 2000 (Brisbane International Shooting Centre) | Gimnasia Ciclismo (pista y carreras BMX) Deportes acuáticos (clavados, natación sincronizada y preliminares de waterpolo) Tiro | Existente (modernización) | Chandler       |
| Brisbane Entertainment Centre           | 11 000 | Balonmano | Existente                 | North Brisbane |
| Moreton Bay Indoor Sports Centre        | 7.00 | Boxeo | Existente                 | North Brisbane |
| Manly Boat Harbour                      | 10 000 | Vela | Instalación temporal      | East Brisbane  |
| Redland Whitewater Centre               | 8000 | Piragüismo en eslalon | Planificada               | East Brisbane  |
| Queensland Tennis Centre                | 5500 | Tenis | Existente                 | South Brisbane |
| Wyaralong Flatwater Centre              | 14 000 | Piragüismo en esprint | Existente (modernización) | South Brisbane |
| Ipswich Stadium                         | 10 000 | Pentatlón moderno | Existente                 | South Brisbane |

### Zona deGold Coast
| Sede                                        | Eventos                     | Capacidad                             | Estado               | Zona                  |
| ------------------------------------------- | --------------------------- | ------------------------------------- | -------------------- | --------------------- |
| Gold Coast Convention and Exhibition Centre | 6000 (Arena) 5000 (Salón 3) | Halterofilia Preliminares de Voleibol | Existente            | Broadbeach            |
| Broadbeach Park Stadium                     | 12 000                      | Vóley playa                           | Instalación temporal | Broadbeach            |
| Gold Coast Sports and Leisure Centre        | 12 000                      | Judo Lucha                            | Existente            | Carrara               |
| Royal Pines Resort                          | 15 000                      | Golf                                  | Existente            | Carrara               |
| Southport Broadwater Parklands              | 5000                        | Triatlón Maratón de natación          | Instalación temporal | Southport             |
| Coomera Indoor Sports Centre                | 11 000                      | Voleibol                              | Existente            | North Gold Coast City |

### Zona deSunshine Coast
| Sede                                | Eventos | Capacidad                                                                 | Estado                    | Zona           |
| ----------------------------------- | ------- | ------------------------------------------------------------------------- | ------------------------- | -------------- |
| Sunshine Coast Indoor Sports Centre | 6000    | Preliminares de baloncesto                                                | Planificada               | Kawana         |
| Alexandra Headland                  | 5000    | Ciclismo (carrera en ruta) Atletismo (maratón y caminata) Vela (Kitesurf) | Instalación temporal      | Sunshine Coast |
| Sunshine Coast Mountain Bike Centre | 10 000  | Ciclismo (montaña)                                                        | Existente (modernización) | Sunshine Coast |

### Subsedes potenciales de fútbol
De acuerdo con la presentación del programa, las potenciales subsedes de fútbol se encontrarían en las ciudades de Cairns, Toowoomba, Townsville, Gold Coast, Sunshine Coast, Sídney y Melbourne.
- Lang Park, Brisbane (capacidad 52 000), partidos finales
- Robina Stadium, Gold Coast (capacidad 27 400), fase preliminar
- Sunshine Coast Stadium, Sunshine Coast (capacidad 20 000), fase preliminar
- North Queensland Stadium, Townsville (capacidad 25 000), fase preliminar y eliminatorias
- Barlow Park, Cairns (capacidad 20 000), fase preliminar y eliminatorias
- Toowoomba Sports Ground, Toowoomba (capacidad 15 000), fase preliminar y eliminatorias
- Estadio de Fútbol de Sídney, Sídney (capacidad 42 500), fase preliminar y eliminatorias
- Estadio Rectangular de Melbourne, Melbourne (capacidad 30 500), fase preliminar y eliminatorias

### Sedes de no competencia
| Sede                                    | Función                        | Estatus              |
| --------------------------------------- | ------------------------------ | -------------------- |
| Northshore Hamilton                     | Villa Olímpica de Brisbane     | Planificada          |
| Collyer Quays                           | Villa Olímpica de Gold Coast   | Planificada          |
| Brisbane Convention & Exhibition Centre | Centro Internacional de Prensa | Instalación temporal |
| Brisbane River Cluster                  | Centro Internacional de Medios | Instalación temporal |

## Transmisión
- Australia: Nine Network[42][43]
- Brasil: Grupo Globo[44]
- Canadá: CBC/Radio-Canada[45]
- China: CMG[46]
- Corea del Norte: JTBC[47]
- Corea del Sur: JTBC[47]
- Estados Unidos: NBCUniversal[48]
- Japón: Japan Consortium[49]